# Antoinette Brepols
Antoinette (Antonia) Brepols (Turnhout, 30 april 1799 – aldaar, 22 augustus 1858) was een Belgische drukker en uitgever uit de negentiende eeuw. Vanaf 1842 tot haar overlijden leidde ze de uitgeverij Brepols, destijds de grootste drukkerij en uitgeverij in België. Antoinette was een van de eerste vrouwen in België die een onderneming van dergelijke omvang en betekenis bestuurde.

## Jeugd
Antoinette Brepols werd geboren in 1799 en was het enige kind van de drukker Philippus Jacobus Brepols en Joanna Maria Caluwaerts. Het jonge gezin was toen nog helemaal niet bemiddeld. Pas in 1810 bevestigde haar vader Antoinette bij de notaris als zijn wettig kind. Hij voerde als excuus aan dat hij destijds onwetend was over de invoering van de nieuwe verplichting, maar wellicht wilde de jonge Brepols hiermee zijn afkeer ten opzichte van de Franse bezetter uitdrukken. Philippus Brepols wilde zijn dochter van een goede opleiding voorzien en stuurde haar daarom naar een dure kostschool in Brussel. Al snel werd ze door haar vader betrokken in de zaak, op dat moment gespecialiseerd in de uitgave van almanakken, school- en religieuze boeken, en het verkopen van papierwaren. Haar goede opleiding en het feit dat ze de enige erfgename was van een opbloeiende drukkerij, maakte haar tot een gegeerde huwelijkspartner. Op 22-jarige leeftijd trouwde ze met een tijkfabrikant van 34 jaar, Jan Jozef Dierckx, die eveneens beslagen was in de wereld van de drukkerij. Het echtpaar zou zeven kinderen krijgen.

## Brepols & Dierckx zoon
Vanaf 1833 werd Jan Jozef Dierckx mee in de zaak opgenomen; die samenwerking werd gecementeerd in 1835 door een nieuwe naam voor de drukkerij: Brepols & Dierckx zoon. Dat gaf vader Brepols meer ruimte om handelsreizen te ondernemen naar al zijn cliënteel. Tijdens die reizen nam zijn schoonzoon de leiding waar, daarbij bijgestaan door zijn echtgenote. De rol van Antoinette Brepols in het bedrijf versterkte nog verder wanneer haar man in 1842 overleed, en door de dood van haar vader in 1845 kwam ze helemaal alleen aan het hoofd van de uitgeverij. De erfenis die ze door de twee sterfgevallen kreeg, toont duidelijk dat Brepols & Dierckx zoon er op dat moment goed voor stond; ze verwierf het aanzienlijke vermogen van ongeveer 530.000 Belgische frank, een van de middelgrote fortuinen van het land destijds.
Toch zou die periode niet eenvoudig worden: Antoinette Brepols werd alleen zaakvoerder en moest tegelijkertijd instaan voor de opleiding van haar zoon en opvolger Joannes Wilhelmus Dierckx. Bovendien hielpen de crisis van de Belgische economie en de felle concurrentie en binnen- en buitenland zeker niet. Antoinette reageerde op de situatie door in het bedrijf te investeren. Ze zette sterk in op mechanisering in de fabriek door de aankoop van een stoommachine voor het aandrijven van de drukpersen, en ze verhoogde de kwaliteit van de afgeleverde producten. Verder trok ze nieuwe internationale markten aan door de verdere ontwikkeling van de speelkaartenafdeling. Dat bleek een commercieel schot in de roos – de kaarten vonden hun weg tot in India en Zuid-Amerika. Het aantal werknemers van de uitgeverij nam toe van 80 in 1847 tot 200 in 1853, en zo werd Brepols & Dierckx zoon op dat moment de grootste uitgever en drukker van België. Het succes was zelfs zo groot dat het bedrijf mee kon doen aan de Wereldtentoonstelling van 1855 in Parijs.
Haar zoon Joannes Wilhelmus Dierckx werd in de zaak geïntroduceerd en hij volgde zijn moeder Antoinette dan ook op bij haar dood in 1858. De steen voor de volgende generatie van de uitgeverij was door haar gelegd.